# Natalia Lavrova
Natalia Lavrova (en ruso Наталья Александровна Лаврова: Natal'ya Aleksandrovna Lavrova), Penza (Unión Soviética) 4 de agosto de 1984 - Óblast de Penza (Rusia) 23 de abril de 2010, fue una gimnasta rusa, bicampeona olímpica, co-entrenadora de la selección nacional de gimnasia rítmica de su país. 
Comenzó su carrera a los 5 años, en 1989, en el equipo Dinamo de su ciudad natal, Penza. Como miembro del equipo ruso desde 1998, fue cuatro veces campeona del mundo de gimnasia rítmica, en los años 1999, 2002, 2003 y 2005, y campeona de Europa en 2001. Consiguió su primer oro olímpico por conjuntos en los Juegos Olímpicos de Sídney 2000, y cuatro años más tarde volvió a lograr esta misma medalla junto a sus compañeras de la selección rusa en los Juegos Olímpicos de Atenas 2004. En 2005 abandonó la competición y pasó a entrenar el equipo del que ella había salido, el Dinamo de Penza, y la selección nacional rusa.
Soltera, falleció a los 25 años de edad, el 23 de abril de 2010, junto con su hermana embarazada, Olga, que conducía el vehículo, en un accidente de tráfico que tuvo lugar en una autovía en el Óblast de Penza, al suroeste de Moscú, cerca de Krivozerye y de su ciudad natal, donde residía.